# دوبژتسا لشنا
دوبژتسا لشنا (به لهستانی:  Dobrzyca Leśna) یک روستا در لهستان است که در گمینا واوچ واقع شده‌است.